# 芝公園駅
芝公園駅（しばこうえんえき）は、東京都港区芝公園四丁目にある、東京都交通局（都営地下鉄）三田線の駅である。駅番号はI 05。

## 歴史
- 1973年（昭和48年）11月27日：都営6号線の駅として開業。
- 1978年（昭和53年）7月1日：都営6号線を三田線に改称[2]。
- 2007年（平成19年）3月18日：ICカード「PASMO」の利用が可能となる[3]。

## 駅構造
中柱のある相対式ホーム2面2線の地下駅であり、ホームは直線である。建設時、当駅の中央（東西方向）に環状3号道路（都道319号）のアンダーパスが計画されていたため、構築は島式ホームではなく相対式ホーム、アンダーパスが分断する関係から三田側、御成門側のホームの端に改札がある。
バリアフリー施設として、エスカレーターや多機能トイレに加え、2011年2月11日からエレベーターの供用が開始された。
地図上では当駅付近で三田線と大江戸線が交差しているが、大江戸線側に駅はない（当駅構内の案内にも乗り換え駅でない旨の注意書きがある）。

### のりば
| 番線 | 路線       | 行先              |
| ---- | ---------- | ----------------- |
| 1    | 都営三田線 | 目黒・ 東急線方面 |
| 2    | 都営三田線 | 西高島平方面      |

（出典：都営地下鉄:駅構内図）
- 当駅と三田駅との間に両渡りの分岐器（シーサスクロッシング）がある。2000年9月25日までは三田線が三田止まりだったため、分岐器と2層式の三田駅の間が並列運転のような形態となり、三田行は当駅で三田駅の3番線と4番線に入る列車を振り分けていた。現在は通常ダイヤでは使用されていないが、2014年度以降は年1回の終夜運転で1本のみ使われる。

## 利用状況
2023年（令和5年）度の1日平均乗降人員は26,633人（乗車人員：13,204人、降車人員：13,429人）である。
各年度の1日平均乗降・乗車人員数は下表の通り。

### 平成
| 年度               | 1日平均 乗降人員 | 1日平均 乗車人員 | 出典     |
| ------------------ | ---------------- | ---------------- | -------- |
| 1990年（平成02年） |                  | 13,195           | [ * 1 ]  |
| 1991年（平成03年） |                  | 13,590           | [ * 2 ]  |
| 1992年（平成04年） |                  | 13,715           | [ * 3 ]  |
| 1993年（平成05年） |                  | 13,479           | [ * 4 ]  |
| 1994年（平成06年） |                  | 13,140           | [ * 5 ]  |
| 1995年（平成07年） |                  | 12,402           | [ * 6 ]  |
| 1996年（平成08年） |                  | 12,063           | [ * 7 ]  |
| 1997年（平成09年） |                  | 12,537           | [ * 8 ]  |
| 1998年（平成10年） |                  | 12,444           | [ * 9 ]  |
| 1999年（平成11年） |                  | 12,385           | [ * 10 ] |
| 2000年（平成12年） |                  | 13,951           | [ * 11 ] |
| 2001年（平成13年） |                  | 12,310           | [ * 12 ] |
| 2002年（平成14年） |                  | 13,263           | [ * 13 ] |
| 2003年（平成15年） | 25,830           | 12,508           | [ * 14 ] |
| 2004年（平成16年） | 24,752           | 12,036           | [ * 15 ] |
| 2005年（平成17年） | 25,906           | 12,619           | [ * 16 ] |
| 2006年（平成18年） | 26,596           | 12,934           | [ * 17 ] |
| 2007年（平成19年） | 27,745           | 13,525           | [ * 18 ] |
| 2008年（平成20年） | 27,792           | 13,623           | [ * 19 ] |
| 2009年（平成21年） | 27,000           | 13,302           | [ * 20 ] |
| 2010年（平成22年） | 26,186           | 12,893           | [ * 21 ] |
| 2011年（平成23年） | 26,107           | 12,581           | [ * 22 ] |
| 2012年（平成24年） | 26,544           | 13,096           | [ * 23 ] |
| 2013年（平成25年） | 27,452           | 13,575           | [ * 24 ] |
| 2014年（平成26年） | 28,850           | 14,268           | [ * 25 ] |
| 2015年（平成27年） | 30,077           | 14,875           | [ * 26 ] |
| 2016年（平成28年） | 30,732           | 15,223           | [ * 27 ] |
| 2017年（平成29年） | 31,368           | 15,551           | [ * 28 ] |
| 2018年（平成30年） | 32,260           | 15,989           | [ * 29 ] |

### 令和
| 年度               | 1日平均 乗降人員 | 1日平均 乗車人員 | 出典     | 出典       |
| 年度               | 1日平均 乗降人員 | 1日平均 乗車人員 | 東京都   | 交通局     |
| ------------------ | ---------------- | ---------------- | -------- | ---------- |
| 2019年（令和元年） | 33,271           | 16,474           | [ * 30 ] | [ 都交 2 ] |
| 2020年（令和02年） | 21,480           | 10,655           |          | [ 都交 3 ] |
| 2021年（令和03年） | 20,767           | 10,294           |          | [ 都交 4 ] |
| 2022年（令和04年） | 23,262           | 11,512           |          | [ 都交 5 ] |
| 2023年（令和05年） | 26,633           | 13,204           |          | [ 都交 1 ] |

## 駅周辺
- 東京都道409号日比谷芝浦線（日比谷通りと重複区間あり）
- 東京都道319号環状三号線
- 港芝三郵便局
- 国道15号（第一京浜）
- 芝公園
- 増上寺
- 東京タワー
- 港区役所
- 東京慈恵会医科大学
- 慶應義塾大学芝共立キャンパス（旧共立薬科大学）
- 港区立みなと図書館
- 愛宕グリーンヒルズ
- 芝パークホテル
- 七島信用組合 東京支店
- 戸板女子短期大学
- 都営大江戸線赤羽橋駅（西へ徒歩5 - 8分） - 正式な乗り換え駅ではない。
- 東京都済生会中央病院（赤羽橋駅に隣接）
- 三田国際ビルヂング
- 東京グランドホテル・曹洞宗宗務庁
- セレスティンホテル
- メタルワン本社
- ザ・プリンス パークタワー東京
- 芝東照宮社務所
- 首都高速都心環状線 芝公園出口 - 入口は赤羽橋駅寄りにある。
- 岩崎電気 - かつて6300形の次駅案内放送後に最寄り施設案内として使用していた。

## バス路線
最寄りの停留所は次の通り。

### 芝園橋
- 都営バス（東京都交通局）
  - 都06：新橋駅前行 / 渋谷駅前行

### 芝公園駅
- 港区コミュニティバス『ちぃばす』（フジエクスプレス）
  - 芝ルート 新橋駅行 / 田町駅東口行

## 隣の駅
東京都交通局（都営地下鉄）
 都営三田線
三田駅 (I 04) - 芝公園駅 (I 05) - 御成門駅 (I 06)